# China Cargo Airlines
China Cargo Airlines (cinese semplificato: 中国 货运 航空公司; cinese tradizionale: 中國 貨運 航空公司; pinyin: zhōngguó huòyùn hángkōng gōngsī) a volte abbreviato in 中国 货 航 (in inglese come CCA), è una compagnia aerea cargo con sede all'aeroporto di Shanghai-Hongqiao, Repubblica popolare cinese. È la prima compagnia aerea all-cargo della Cina che opera servizi di trasporto merci dedicati utilizzando la struttura delle rotte di China Eastern Airlines. La sua base è all'aeroporto Internazionale di Shanghai Hongqiao, con un hub all'aeroporto di Shanghai-Pudong.

## Storia
La compagnia aerea venne fondata il 30 luglio 1998 e iniziò ad operare nell'ottobre 1998. Rimane una joint venture tra China Eastern Airlines (70%) e China Ocean Shipping (30%). Adottò brevemente il titolo China Eastern Airlines Cargo e ripristinò il suo nome originale dopo essere diventata una sussidiaria indipendente nel 2004.
La sua società madre China Eastern Airlines ha raggiunto un accordo per iniettare più capitali nella compagnia aerea cargo. La sua quota è scesa dal 70% a poco più del 51%. La quota di China Ocean Shipping si è ridotta al 17%. Ciò ha consentito a Singapore Airlines Cargo di investire fino al 16% della compagnia. Anche EVA Air ha acquistato una quota del 16%.
Nel 2011, China Cargo Airlines ha unito le operazioni con Great Wall Airlines e Shanghai Airlines Cargo. Le due compagnie aeree sono confluite progressivamente nella China Cargo Airlines.

## Flotta

### Flotta attuale

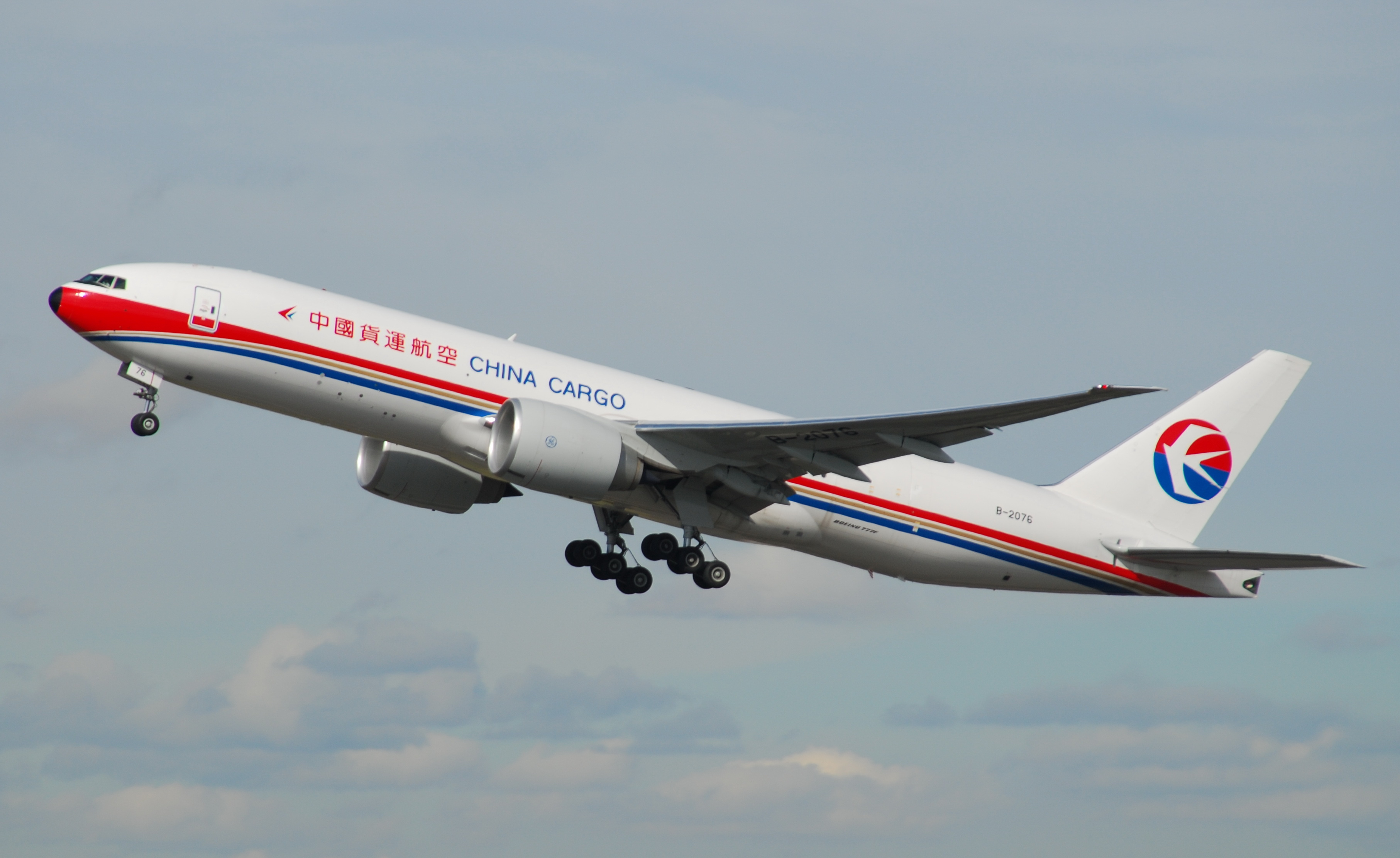
Un Boeing 777F.

A gennaio 2024 la flotta di China Cargo Airlines è così composta:

### Flotta storica
China Cargo Airlines operava in precedenza con i seguenti aeromobili:
- Boeing 747-400ERF
- Boeing 757-200
- McDonnell Douglas MD-11